# Japansk zelkova
Japansk zelkova (Zelkova serrata) (japansk: Keyaki) er et lille, løvfældende træ med en gennemgående stamme. Høstfarverne er gule til røde. Zelkova er i familie med Elm og kan angribes af elmesyge.

## Beskrivelse
Kronen danner en slank kuppel med næsten vandret udstående hovedgrene og meget tynde sidegrene. Barken er først grøn med stive, hvide hår. Senere bliver den glat og rødbrun. Gamle grene har en bark, som er glat med barkporer og tynde, rødbrune tværgående striber. Knopperne sidder spredt og er meget små, ægformede og mørkt rødbrune. 
Bladene er ægformede med brodspidse svatakker langs randen. Over- og underside er græsgrønne, men ribberne er hvidhårede på undersiden. Høstfarverne er gule til røde. Blomstringen bemærkes ikke. Træet danner ikke modent frø i Danmark.
Rodnettet er hjerteformet og når både langt ud og dybt ned. 
Højde x bredde og årlig tilvækst: 12 × 3 m (30 × 10 cm/år).

## Hjemsted
Japansk zelkova er et tertiært relikt, men træet vokser stadigvæk I dale og langs vandløb i 500-2000 m højde over det meste af Kina og på Taiwan, i Korea, Japan og på Kurilerne (Russisk Østsibirien). Øen Sadogashima ligger i det Japanske Hav vest for Niigata præfekturet. Langs den østlige kyst fra Utami i nord over Hiramatsu og Waki til Shirase mod syd findes skove med løvfældende træer og fyrretræer. Skovene med Acer mono og Zelkova serrata anses for at have bevaret det oprindelige præg. Her vokser arten som dominerende træ sammen med bl.a. Ardisia japonica (en art af evighedsbær), Carex lanceolata (en art af star), Celtis sinensis (en art af nældetræ), Ficus japonica (en art af figen), japansk bambus, japansk blommetaks, japansk fyr, japansk hestekastanje, japansk mangeløv, japansk nøddetaks, kejsereg, monoløn, Quercus mongolica og Quercus serrata (arter af eg) , skovmærke, thunbergfyr, Tilia maximowicziana (en art af lind) og ægte kamelia

## Galleri
- Habitus
- Bark
- Blade og frugter
- Modne frugter
- Efterårsfarve